# Ana Carvalho
Ana Carvalho (Porto, 1952) is een Portugese vertaler en fotograaf.

## Korte biografie
Ana Carvalho, voluit Ana Maria Fernandes de Carvalho, werd in 1952 geboren in Porto, waar ze ook opgroeide. Daar werkte ze bij een verzekeringsmaatschappij als assistente van de reclameman, dichter Egito Gonçalves, en studeerde tevens Engels en Duits aan de Universidade do Porto. Van 1975 tot 1980 zette ze dankzij een beurs haar studie voort aan de Karl-Marx-Universität Leipzig (DDR) en van 1980 tot 1985 werkte ze in Oost-Berlijn drie jaar als vertaalster en twee jaar als docente aan de Humboldt Universität. In 1983 volgde ze een cursus fotografie in Berlijn.
In 1985 verhuisde ze samen met haar huidige echtgenoot, vertaler  Harrie Lemmens, naar Lissabon, waar ze Portugees doceerde aan buitenlanders en literatuur vertaalde. Tussen 1988 en 1994 zette ze haar vertaalwerk voort en volgde ze een cursus Nederlands in Nijmegen. In 1994 trad ze als vertaalster in dienst van de Europese Unie in Brussel. Sinds haar pensioen, in 2013, werkt ze in Almere voornamelijk als freelance fotografe. In 2010 volgde ze een cursus digitale fotografie aan de Fotogram Academie in Amsterdam.

## Vertalingen
Ana Carvalho heeft romans, poezië en toneel vertaald van het Duits en Nederlands naar het Portugees. 
Uit het Duits:
- Ernst Jünger, Um encontro perigoso (Eine gefährliche Begegnung) – Difel 1986
- Christoph Hein, O amigo distante (Der fremde Freund) – Publicações D. Quixote 1987
- Martin Walser, Dorle e Wolf um amor alemão (Dorle und Wolf) – Publicações D. Quixote 1987
- Thomas Mann, Mário e o Mágico (Mario und der Zauberer) – Publicações D. Quixote 1988

Uit het Nederlands:
- Patricia de Martelaere, Diário nocturno (Nachtboek van een slapeloze) – Davidsfonds 1991
- Cees Nooteboom, A história seguinte (Het volgende verhaal) – Quetzal 1993
- Hugo Claus, A caça aos patos (De Metsiers) – Edições Asa 1994
- Cees Nooteboom, Máscara de Neve (Mokusei) – Quetzal 1995
- Hugo Claus, O desgosto da Bélgica (Het verdriet van België) – Edições Asa 1997
- Adriaan van Dis, Em África (In Afrika) – Publicações D. Quixote 1998
- Hugo Claus, Rumores (De geruchten) – Edições Asa 2001
- Judith Herzberg, Poesia (Gedichten) – Cavalo de Ferro 2007
- Gerry van der Linden, Uma estranha no Alentejo (Een vreemdeling in Alentejo) – Caminho das Palavras 2016
- Gedichten van Antji Krog, Hugo Claus en Lucebert in tijdschrift Diversos
- Cees Nooteboom, Despedida - Poema em Tempos de Vírus (Afscheid, gedicht uit de tijd van het virus) - Alambique, Lisboa 2023

Toneel:
- Heiner Müller, Filoctetes – Teatro das Caldas da Raínha 1986
- Christoph Hein, Os Cavaleiros da Távola Redonda (Die Ritter der Tafelrunde) – Teatro da Malaposta 1990
- G.A.Bredero, O Espanhol de Brabante (De Spaansche Brabander) – Teatro da Malaposta 1992
- Hugo Claus, Sexta-Feira (Vrijdag) – Teatro dos Aloés 2003

## Fotoboeken
Gepubliceerde boeken met foto's van Ana Carvalho:
- O mundo de Lobo Antunes (De wereld van Lobo Antunes), catalogus, Póvoa de Varzim 2016
- Marterramar (Landzeeland), uitgeverij Sinais do Temo, Póvoa de Varzim 2017
- Het uurwerk van de ziel (O relógio da alma), uitgeverij Koppernik, Amsterdam 2018
- Paisagens impossíveis (Onmogelijke landschappen), eigen beheer, Almere 2019
- Fotokatern in God is een Braziliaan, Athenaeum-Polak & Van Gennep, Amsterdam 2014. En in de Portuguese vertaling Deus é Brasileiro,  editora Zouk, Porto Alegre 2015
- Fotokatern in Fernando Pessoa - Menig een, uitgeverij Koppernik, Amsterdam 2020
- Fotokatern in Licht op Lissabon – stadsverhalen, De Arbeiderspers 2021

## Boekomslagen
Foto’s van Ana Carvalho werden gebruikt voor omslagen van werk van José J. Veiga, Raduan Nassar, Fernando Pessoa, Cyro dos Anjos, José Eduardo Agualusa, Dulce Maria Cardoso, António Vieira, Maria do Rosário Pedreira, Wim van Teutem en Harrie Lemmens.

## Tentoonstellingen
- 2009, Reëel abstract, UMC ziekenhuis, Amsterdam 2009 (individueel)
- 2009, (On)zichtbare steden (hommage aan Italo Calvino), galerie LWW, Amsterdam (collectief)
- 2010, Não é luz nem sombra, é tempo (hommage aan Octavio Paz), galerie van het EESC, Brussel (individueel)
- 2011, Op zoek naar kleur, Cultureel Centrum Kontakt, Brussel (individueel)
- 2012, Foi aqui onde nasci (hommage aan Porto), palacete Viscondes de Balsemão, Porto (individueel)
- 2012, Regressos, boekhandel Orfeu, Brussel (individueel)
- 2013, Drie steden drie gezichten, festival City2Cities (Berlijn-Lissabon-Utrecht), Utrecht (individueel)
- 2013, Algarve – A Sea of Light, ArteAlgarve, Lagoa (collectief)
- 2013, Points de départ: Porto-Bruxelles, galerie van het EESC, Brussel (individueel)
- 2013, Kleurbad Brazilië, restaurant Boteco Lúcio, Amsterdam (individueel)
- 2014, Ook dit is Amsterdam, galerie Kunst 227, Amsterdam (collectief)
- 2014, Brazilië, boekhandel Athenaeum, Haarlem (individueel)
- 2014, Deus é brasileiro?, Casa do Brasil, galerie van de Braziliaanse ambassade, Brussel (individueel)
- 2014, Als een brandend huis, naar António Lobo Antunes, boekhandel Athenaeum, Haarlem (individueel)
- 2015, Ficções inspiradas na obra de Lobo Antunes, biblioteca Florbela Espanca, Matosinhos (individueel)
- 2015, Rondom kleur,  restaurant Boteco Lúcio, Amsterdam (individueel)
- 2015, Streets of Amsterdam, literaire tournee Brazilië Nederlands Letterenfonds (individueel)
- 2016, O mundo de Lobo Antunes - Ficções fotográficas, literair festival Correntes d’Escritas, Póvoa de Varzim (individueel)
- 2016, O mundo de Lobo Antunes, biblioteca Almeida Garrett, Porto (individueel)
- 2016, Variações, pianofestival SIPO, Óbidos (individueel)
- 2018, Desassossego em Pessoa, festival Poesia à Mesa, São João da Madeira (individueel)
- 2019, Personagens, casa da Cultura, Avintes (individueel)
- 2020, O relógio da alma, naar Fernando Pessoa, maison du Portugal, Parijs (individueel)
- 2020, Paisagens impossíveis, naar Fernando Pessoa, festival Internacional de fotografia Instantes, Avintes (individueel)
- 2021, África em Lisboa, Portugees voorzitterschap EU, Brussel (individueel)
- 2021, Poemas de luz e de sombra, festival Internacional de Fotografia Diafragma, Covilhã (collectief)

## Persoonlijk
Ana Carvalho is getrouwd met vertaler Harrie Lemmens. Zij hebben samen een zoon en een dochter. Afwisselend wonen zij in Almere, Nederland en in Porto, Portugal. Ana Carvalho heeft een eigen website waarop behalve een overzicht van haar tentoonstellingen, diverse thema’s, zoals landschappen, littekens, de zee en een aantal steden te zien zijn. Samen met Harrie Lemmens en Marilyn Suy maakt zij sinds 2016 Zuca-Magazine, zowel een website als een tijdschrift (onregelmatige publicatie), bedoeld als paspoort voor de Portugese taal. De naam verwijst naar de schrijver Zuca Sardan.